# Rudna (gmina)

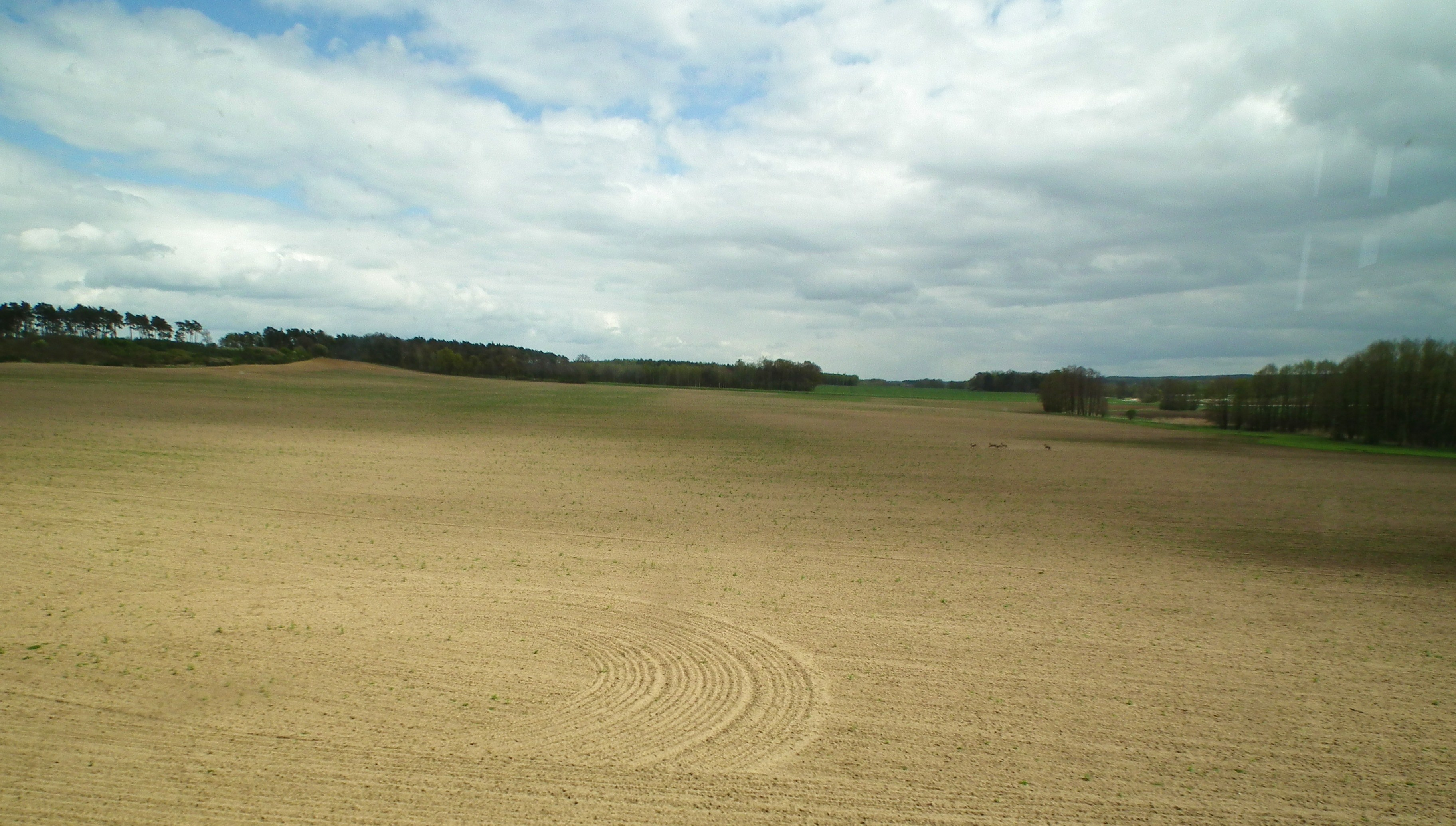
Krajobraz gminy

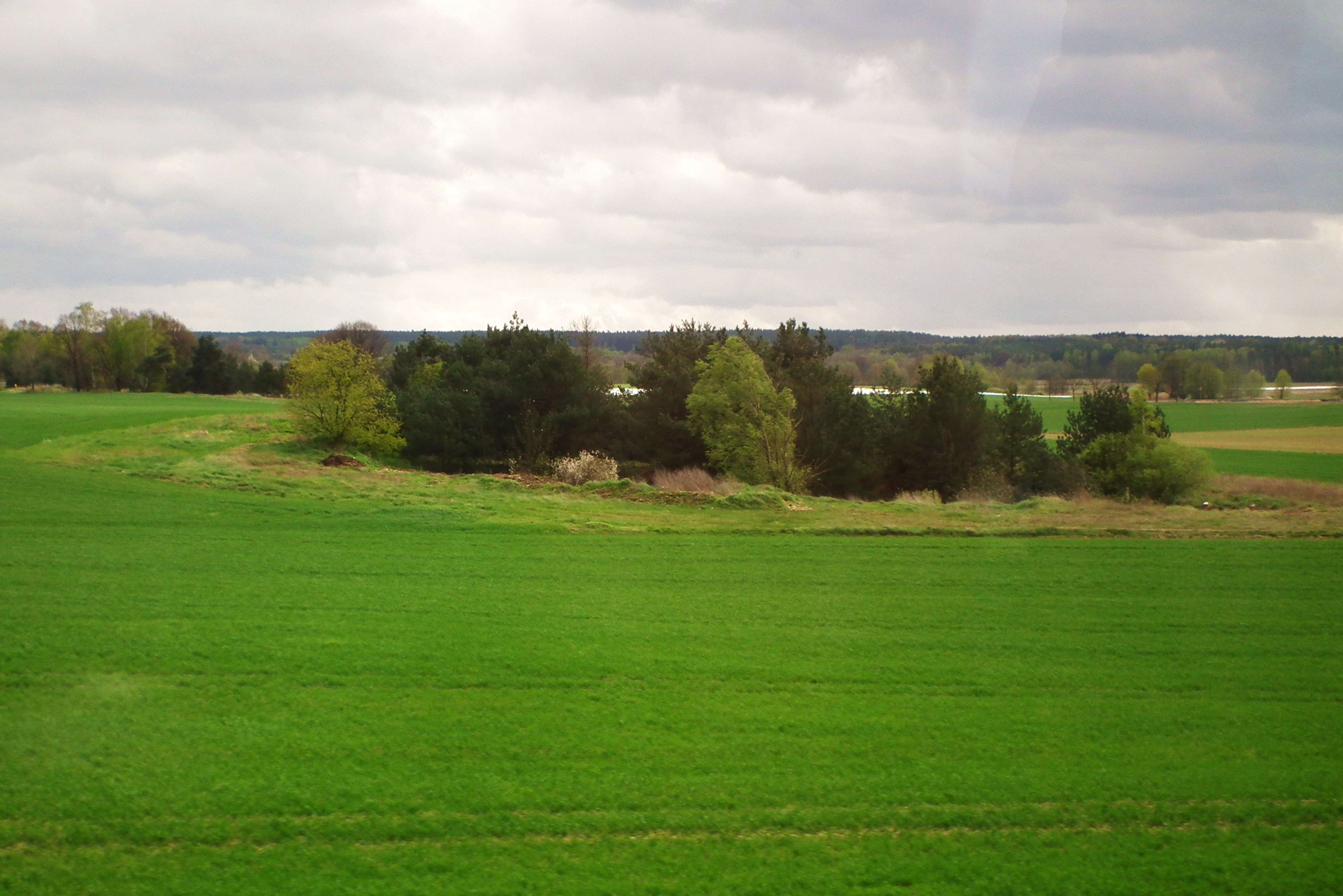
Krajobraz gminy

Rudna – gmina wiejska w województwie dolnośląskim, w powiecie lubińskim.
Siedziba gminy to Rudna.
Według danych z 30 czerwca 2004 gminę zamieszkiwało 7079 osób. Natomiast według danych z 30 czerwca 2020 roku gminę zamieszkiwały 7794 osoby.
W 1996 na terenie gminy, w miejscowości Orsk otwarto sanitarno-dyspozycyjne lądowisko, należące obecnie do przedsiębiorstwa Pol-Miedź Trans.

## Historia
Gmina Rudna z siedzibą władz we wsi Rudnej (do 1945 miasto) powstała po II wojnie światowej na terenie tzw. Ziem Odzyskanych (tzw. II okręg administracyjny – Dolny Śląsk). 28 czerwca 1946 gmina – jako jednostka administracyjna powiatu lubińskiego – weszła w skład nowo utworzonego woj. wrocławskiego.
Według stanu z 1 lipca 1952 gmina składała się z 7 gromad: Barszów, Brodów, Gawrony, Gwizdanów, Kalinówka, Rudna i Stara Rudna. Gmina została zniesiona 29 września 1954 wraz z reformą wprowadzającą gromady w miejsce gmin.
Gminę Rudna reaktywowano 1 stycznia 1973 roku w powiecie lubińskim w woj. wrocławskim. W jej skład weszło 18 sołectw: Barszów, Brodów, Gawrony, Gwizdanów, Juszowice, Kalinówka, Koźlice, Kliszów, Mleczno, Pielgrzymów, Rudna, Rynarcice, Radomiłów, Stara Rudna, Toszowice, Wądroże, Wysokie i Żelazny Most.
9 grudnia 1973 roku (z wejściem w życie od 4 października 1973) gmina została połączona z gminą Chobienia (sołectwa Chełm, Chobienia, Cicehlowice, Górzyn, Kębłów, Naroczyce, Olszany, Orsk i Radoszyce), tworząc nową gminę Rudna; równocześnie z gminy Rudna wyłączono wsie Barszów i Żelazny Most, włączając je do gminy Polkowice.
W latach 1975–1998 gmina położona była w województwie legnickim.
W 1999 roku powróciła do powiatu lubińskiego w nowo utworzonym województwie dolnośląskim.

## Struktura powierzchni
Według danych z roku 2002 gmina Rudna ma obszar 216,6 km², w tym:
- użytki rolne: 52%
- użytki leśne: 34%

Gmina stanowi 30,42% powierzchni powiatu.

## Demografia
Dane z 30 czerwca 2004:
| Opis                              | Ogółem | Ogółem | Kobiety | Kobiety | Mężczyźni | Mężczyźni |
| --------------------------------- | ------ | ------ | ------- | ------- | --------- | --------- |
| jednostka                         | osób   | %      | osób    | %       | osób      | %         |
| populacja                         | 7079   | 100    | 3545    | 50,1    | 3534      | 49,9      |
| gęstość zaludnienia (mieszk./km²) | 32,7   | 32,7   | 16,4    | 16,4    | 16,3      | 16,3      |

- Piramida wieku mieszkańców gminy Rudna w 2014 roku[12].

## Ochrona przyrody
Na obszarze gminy znajduje się rezerwat przyrody Skarpa Storczyków chroni fragment lasów liściastych ze stanowiskami chronionych i rzadkich gatunków roślin.

## Sołectwa
Brodowice, Brodów, Bytków, Chełm, Chobienia, Ciechłowice, Gawronki, Gawrony, Górzyn, Gwizdanów, Juszowice, Kębłów, Kliszów, Koźlice, Miłogoszcz, Mleczno, Naroczyce, Nieszczyce, Olszany, Orsk, Radomiłów, Radoszyce, Rudna, Rynarcice, Stara Rudna, Studzionki, Toszowice, Wądroże, Wysokie.
Rada osiedla Leśna.

## Sąsiednie gminy
Grębocice, Jemielno, Lubin, Niechlów, Pęcław, Polkowice, Wińsko, Ścinawa

## Miasta partnerskie
- Oybin od 2003
- Rudná od 2009